# 天主教他雷暨農勝總教區
天主教他雷暨農勝總教區（拉丁語：Archidioecesis Tharensis et Nonsengensis）是泰國一個羅馬天主教總教區，也是該國兩個總教區之一。總教區下轄烏隆、烏汶和呵叻三個教區。總教區管轄伊善地區的沙功那空府、加拉信府、莫拉限府及那空拍儂府，2006年時有51,275名教友和74個堂區。總教區於2004年時有70名司鐸。
現任總主教為韋拉德·猜社里，榮休總主教為考寧·山蒂戍尼蘭。
寮國宗座監牧區於1899年設立，管轄老撾和泰國東北部。宗座監牧區的泰國部份於1950年改稱他雷宗座監牧區，1965年12月18日升為總教區。